# بورينغ (أوريغون)
بورينغ مدينة تقع في مقاطعة كلاكماس ، أوريغون ، الولايات المتحدة. تقع على طول طريق أوريغون 212 في سفوح سلسلة جبال كاسكيد ، ما يقرب من 12 ميل (19 كـم) جنوب شرق وسط مدينة بورتلاند، 14 ميل (23 كـم) شمال شرق مدينة أوريغون. تم تسميتها بورينغ على اسم مؤسسها ويليام هاريسون بورينغ، قامت عائلته ببناء مزرعة في المنطقة عام 1856.

## مشاهير
- بوب أمسبيري (1928-1957) ، العضو الأصلي في نادي ميكي ماوس [4]
- وليام إتش بورينج (1841-1932) ، جندي الاتحاد ؛ مؤسس المدينة
- رايان كروزر (1992-)، الحائز على الميدالية الذهبية الأولمبية
- تشاريس ميشيلسن (1974–) ممثلة وعارضة أزياء
- بن موسى (1905-1974)، مشرع ولاية أوريغون
- ماريا ثاير (1975–)، ممثلة كوميدية [5]
- بريان ويلبر (1986-)، قورتربك غرناطة ليونز

## المدن الشقيقة
على الرغم من عدم الاعتراف بها من قبل Sister Cities International، إلا أن بورينغ توائمة بالبلديات التالية: 
- Dull، Perth & Kinross، إسكتلندا، المملكة المتحدة[7][8]
- Bland، نيوساوث ويلز، أستراليا[9][10]